# Cryptophasa
Cryptophasa is een geslacht van vlinders van de familie sikkelmotten (Oecophoridae), uit de onderfamilie Xyloryctinae.

## Soorten
- C. aethoptera Meyrick, 1938
- C. aggesta Meyrick, 1925
- C. aglaodes (Lower, 1893)
- C. albacosta (Lewin, 1805)
- C. amphicroca Meyrick, 1925
- C. antalba Diakonoff, 1966
- C. argophanta Meyrick, 1917
- C. argyrocolla Turner, 1917
- C. arithmologa Meyrick, 1938
- C. atecmarta Turner, 1917
- C. baliocosma Turner, 1917
- C. balteata (Walker, 1866)
- C. blackburnii (Lower, 1892)
- C. blosyra Turner, 1917
- C. byssinopis Turner, 1902
- C. cannea (Lucas, 1902)
- C. catharia Turner, 1917
- C. citrinopa (Lower, 1915)
- C. confundens (Lower, 1902)
- C. crocochorda Meyrick, 1925
- C. crossosticta Meyrick, 1938
- C. curialis Meyrick, 1925
- C. chionacra Diakonoff, 1954
- C. chionodes (Turner, 1897)
- C. chionosema Meyrick, 1938
- C. chionotarsa Meyrick, 1925
- C. chlorotis Diakonoff, 1954
- C. delocentra (Meyrick, 1890)
- C. enchidias (Meyrick, 1890)
- C. ensigera Meyrick, 1925
- C. epadelpha (Meyrick, 1890)
- C. epigramma (Meyrick, 1890)
- C. epixysta Turner, 1917
- C. eugeniae (Lucas, 1900)
- C. eumorpha (Turner, 1897)
- C. flavolineata (Walker, 1864)
- C. geron Diakonoff, 1954
- C. gypsomera (Lower, 1903)
- C. hades Diakonoff, 1954
- C. hormocrossa Meyrick, 1925
- C. hyalinopa (Lower, 1901)
- C. iorhypara Diakonoff, 1954
- C. irrorata Lewin, 1805
- C. isoneura (Lower, 1902)
- C. lasiocosma (Lower, 1908)
- C. legalorma Meyrick, 1910
- C. leptopasta Turner, 1917
- C. leucadelpha Meyrick, 1887
- C. luciflua Meyrick, 1938
- C. malevolens Meyrick, 1928

- C. melanoscia (Lower, 1903)
- C. melanostigma Wallengren, 1861
- C. merocentra Meyrick, 1925
- C. mesotoma Meyrick, 1925
- C. molaris (Lucas, 1900)
- C. neocrates Meyrick, 1925
- C. nephrosema (Turner, 1897)
- C. nesograpta Meyrick, 1925
- C. nigricincta (Turner, 1897)
- C. niphadobela Diakonoff, 1954
- C. nubila (Lucas, 1893)
- C. nymphidias Turner, 1926
- C. obscura Diakonoff, 1954
- C. ochroleuca (Lower, 1892)
- C. oecodoma Meyrick, 1930
- C. opalina (Turner, 1900)
- C. panleuca Lower, 1901
- C. pentasticta Turner, 1917
- C. phaeochtha Meyrick, 1925
- C. phaethontia (Meyrick, 1890)
- C. phycidoides (Lucas, 1901)
- C. platypedimela (Lower, 1894)
- C. porphyritis Turner, 1906
- C. psammochtha Meyrick, 1925
- C. psathyra (Diakonoff, 1948)
- C. pseudogramma Meyrick, 1930
- C. psilocrossa Turner, 1902
- C. psiloderma Diakonoff, 1948
- C. pultenae Lewin, 1805
- C. ranunculus Diakonoff, 1954
- C. rubescens Lewin, 1805
- C. rubra (Meyrick, 1890)
- C. russata Butler, 1877
- C. sacerdos Turner, 1902
- C. sarcinota (Meyrick, 1890)
- C. sarcoxantha Meyrick, 1937
- C. semnocrana Meyrick, 1928
- C. sepiogramma Meyrick, 1938
- C. sericodes (Meyrick, 1915)
- C. serpta (Lucas, 1901)
- C. setiotricha (Meyrick, 1890)
- C. spilonota Scott
- C. stenoleuca Lower, 1894
- C. stochastis (Meyrick, 1890)
- C. tecta (Lucas, 1893)
- C. transversella Snellen, 1879
- C. unipunctana (Donovan, 1805)
- C. vacuefacta Meyrick, 1925
- C. zorodes Turner, 1917